# 芦笛岩

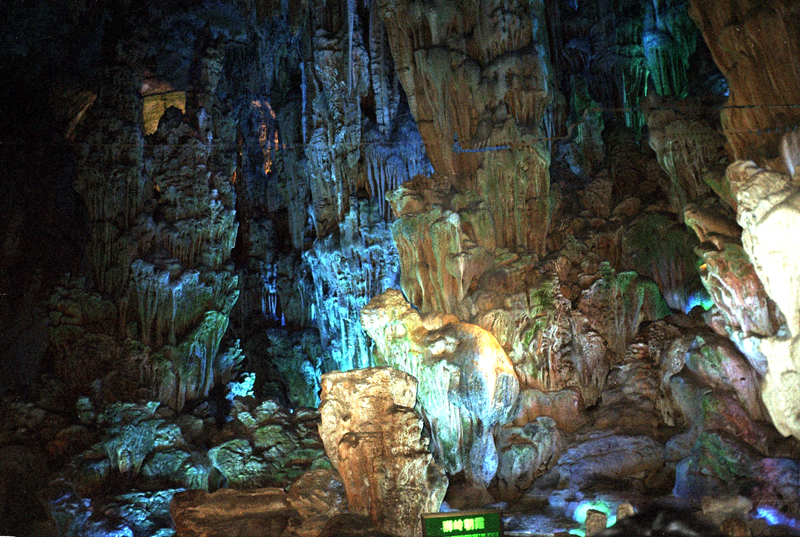
芦笛岩的“狮岭朝霞”

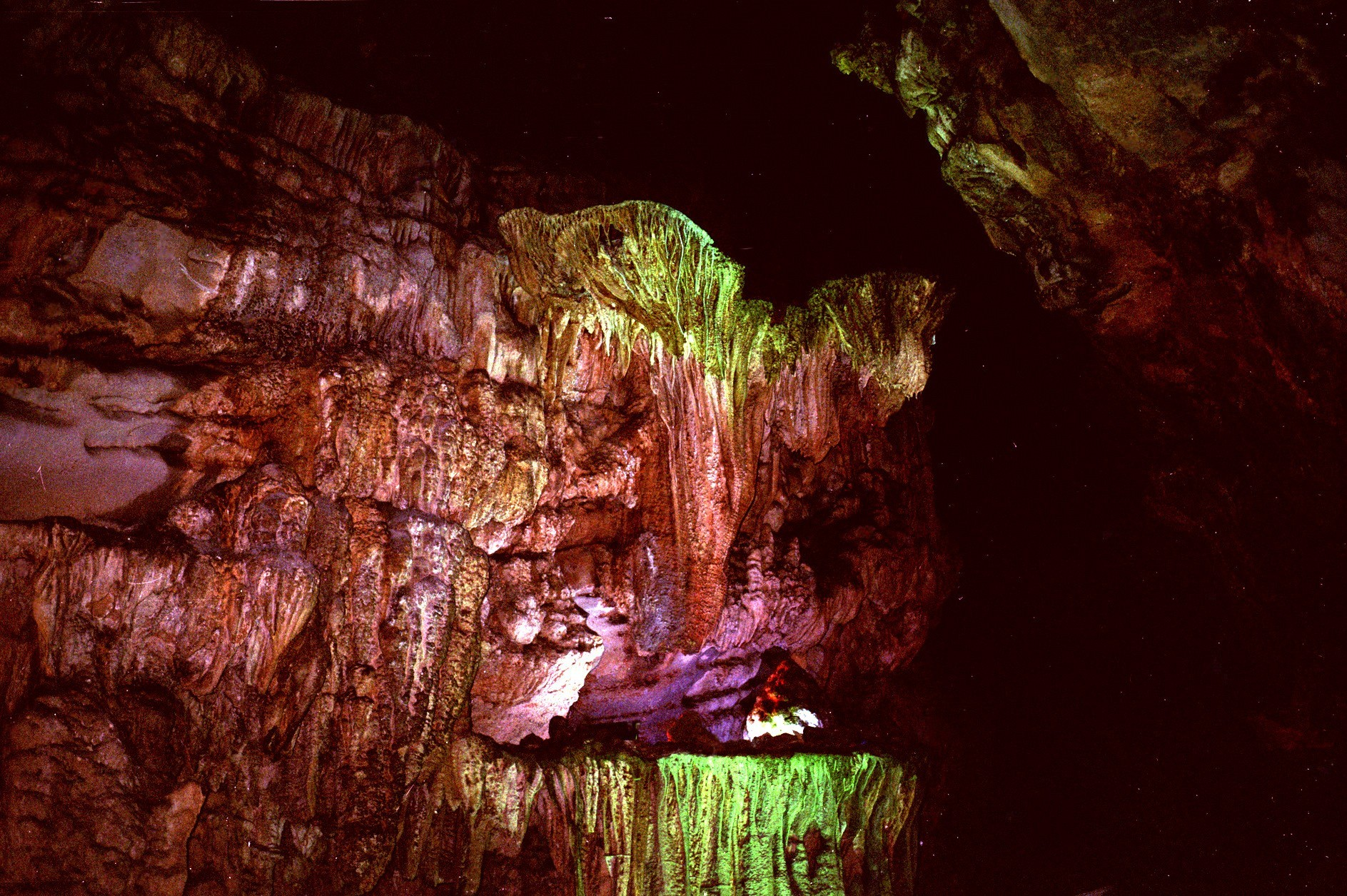
芦笛岩

芦笛岩位于广西桂林市西北郊的芦笛公园内的光明山上，因为其洞口长有可以做芦笛的芦笛草得名（一说是因为该草被吹响的声音似笛声）。
芦笛岩常与七星岩并称为芦笛七星岩，是桂林山水的一颗璀璨明珠。

## 印象
芦笛岩被誉为“大自然的艺术之宫”，其洞内有大量奇特怪异的石笋、石乳、石柱、石幔、石花，它们组成了狮岭朝霞、蘑菇山传奇、石乳罗帐、光明楼、盘龙宝塔、原始森林、水晶宫、花果山等景观。洞内还存有贞元八年（792）以来的历代壁画77则，都是用墨笔书写，有的壁画历经了1000余年，至今墨跡仍然可以辨认出来。
岩的进口与出口相邻，进口处是一个天然洞口，出口处则是人工开凿的洞口，岩中的滴水较多但不影响游览，当滴水从身边落下，会有一股舒适的凉意。在洞内的“缝隙”中穿梭、在精心设计的灯光照饰下观看那神秘又有趣的景致，有一种如临仙境的感觉。
芦笛岩洞长240米，最宽处93米，最大高度18米，景区介绍的游览路程约500米，游览时间大约40分钟。

## 历史
据地质学家考证，芦笛岩70余万年前是一个古地下湖，后来由于地壳运动，山体抬升， 地下水位下降，地下湖变成了山洞，地下水沿着岩石的破碎地带流动、溶蚀沉淀而形成囊状岩洞。
从唐代起，历代都有游人踪迹。
- 1959年附近村民发现此洞并向市政府提供了岩洞的情况，半山腰只有一个小洞口，仅容一人进出。

- 1962年经过勘测建设，正式开放了。

- 1986年邓小平参观芦笛岩风景区，写下了“1986年元月26日到此一游。邓小平”，王震在邓小平签名的后面写下“陪随者王震”。

## 景区内交通
2013年5月1日，该景区引入中车株洲制造的单轨列车投入运营。

## 意义
芦笛岩是芦笛公园内的主要景观，为了开发旅游资源芦笛岩已经被拟建成一个旅游纪念品市场。芦笛岩属于桃花江沿线旅游通道，已被纳入重点保护和建设的范围。